# Letland op het Eurovisiesongfestival 2006
Letland nam deel aan het Eurovisiesongfestival 2006 in Athene, Griekenland. Het was de 7de deelname van het land op het Eurovisiesongfestival. De selectie verliep via het jaarlijkse Eirodziesma, waarvan de finale plaatsvond op 11 maart 2006. LTV was verantwoordelijk voor de Letse bijdrage voor de editie van 20056

## Selectieprocedure
De nationale finale werd gehouden op 11 maart 2006.
In totaal deden er tien artiesten mee aan deze finale en de winnaar werd gekozen door middel van televoting. 
Er waren twee ronden, na de eerste ronde bleven er maar drie artiesten over.

## Nationale finale
| Positie | Lied                | Artiest                              | Punten | Plaats |
| ------- | ------------------- | ------------------------------------ | ------ | ------ |
| 1       | "I Hear Your Heart" | Cosmos                               | 27,740 | 1ste   |
| 2       | "Say It Is"         | Marts Kristiāns Kalniņš & Melo-Mania | 23,948 | 2de    |
| 3       | "I'm Alone"         | Jenny May                            | 10,925 | 3de    |

## In Athene
Door het goede resultaat in 2005, mocht men automatisch aantreden in de finale.
In de finale moest Letland aantreden als 4de , net na Israël en voor Noorwegen.
Op het einde van de puntentelling bleek dat Letland gedeelde 16de was geworden met 30 punten.
België en Nederland hadden geen punten over voor deze inzending.

### Gekregen punten

#### Finale
| 12 punten | 10 punten            | 8 punten            | 7 punten              | 6 punten  |
| --------- | -------------------- | ------------------- | --------------------- | --------- |
|           |                      | - Litouwen - Monaco |                       |           |
| 5 punten  | 4 punten             | 3 punten            | 2 punten              | 1 punt    |
|           | - Ierland - Oekraïne | - Estland           | - Verenigd Koninkrijk | - Rusland |

### Punten gegeven door Letland

#### Halve Finale
Punten gegeven in de halve finale:
| Punten    | Land                  |
| --------- | --------------------- |
| 12 punten | Rusland               |
| 10 punten | Litouwen              |
| 8 punten  | Finland               |
| 7 punten  | Estland               |
| 6 punten  | Oekraïne              |
| 5 punten  | Zweden                |
| 4 punten  | Ierland               |
| 3 punten  | Polen                 |
| 2 punten  | Bosnië en Herzegovina |
| 1 punt    | IJsland               |

#### Finale
Punten gegeven in de finale:
| Punten    | Land                |
| --------- | ------------------- |
| 12 punten | Rusland             |
| 10 punten | Litouwen            |
| 8 punten  | Finland             |
| 7 punten  | Zweden              |
| 6 punten  | Noorwegen           |
| 5 punten  | Oekraïne            |
| 4 punten  | Ierland             |
| 3 punten  | Duitsland           |
| 2 punten  | Roemenië            |
| 1 punt    | Verenigd Koninkrijk |